# Andreas Hesky
Andreas Hesky (* 5. Februar 1964 in Esslingen am Neckar) ist ein deutscher Politiker (Freie Wähler). Er war von März 2006 bis März 2022 Oberbürgermeister von Waiblingen. Davor war er von 2003 bis 2006 Erster Bürgermeister der Stadt Ludwigsburg und von 1992 bis 2003 Bürgermeister von Wendlingen am Neckar.

## Oberbürgermeister
Von 1992 bis 2003 war Hesky Bürgermeister von Wendlingen. Anschließend war er bis 2006 Erster Bürgermeister (bzw. Beigeordneter) der Stadt Ludwigsburg.
An seinem 42. Geburtstag, dem 5. Februar 2006, wurde er im ersten Wahlgang mit 54,09 % der Stimmen zum Oberbürgermeister von Waiblingen und somit zum Nachfolger des krankheitsbedingt zurückgetretenen Oberbürgermeisters Werner Schmidt-Hieber (FDP) gewählt. Bei der Oberbürgermeisterwahl am 15. Dezember 2013 trat er ohne Gegenkandidaten an und wurde mit 98,06 % der Stimmen wiedergewählt. Am 2. Juli 2021 gab er bekannt, bei der kommenden Oberbürgermeisterwahl nicht mehr zu kandidieren. Seine Amtszeit endete am 12. März 2022. Ihm folgte Sebastian Wolf (CDU) nach.

## Ehrenamt
Hesky ist Mitglied der Freien Wähler und für diese auch Mitglied der Regionalversammlung des Verbands Region Stuttgart. Im Dezember 2009 wurde er einstimmig in den Vorstand der SportRegion Stuttgart e. V. gewählt. Zum 1. April 2022 wurde Hesky neuer Kurator der Eva Mayr-Stihl-Stiftung.

## Privates
Andreas Hesky besuchte das Georgii-Gymnasium Esslingen. Er ist verheiratet und hat zwei Kinder (einen Sohn und eine Tochter).